# A kölcsönkért csecsemök
A kölcsönkért csecsemök  è un film muto del 1914 diretto da Mihály Kertész. Fu uno dei primi film del regista quando ancora viveva in Ungheria, prima di lasciarla per andare a lavorare dapprima nei paesi di lingua tedesca (Austria e Germania), poi negli Stati Uniti, dove avrebbe conquistato una fama internazionale con il nome di Michael Curtiz.

## Distribuzione
Internazionalmente, il film prese il titolo inglese The Borrowed Babies.